# Кай Нилсен
Вижте пояснителната страница за други личности с името Нилсен.
Кай Нилсен (на датски: Kay Nielsen) е датски илюстратор.
Наред с автори като Артър Ракъм и Едмънд Дълак той става популярен по време на Златния век на илюстрацията в началото на 20 век.
Започва да публикува през 1913 г., а през 1930-те години работи за „Уолт Дисни Къмпани“. С упадъка на производството на богато илюстрирани книги през 1940 г. е уволнен и умира в бедност през 1957 г.